# Expedition GeForce
Expedition GeForce – stalowa kolejka górska firmy Intamin otwarta 18 czerwca 2001 roku w parku rozrywki Plopsaland Deutschland w Haßloch w Niemczech.

## Opis przejazdu
Po opuszczeniu stacji pociąg natychmiast rozpoczyna wjazd na szczyt pierwszego wzniesienia, z którego zjeżdża pod kątem 82° z jednoczesnym obrotem o 90° w prawo. Następnie pokonuje wysokie paraboliczne wzniesienie z przeciążeniami ujemnymi (airtime), skręca o 180° w prawo na wzniesieniu z mocnym przechyłem do wewnątrz łuku (overbanked turn), pokonuje kolejne wzniesienie, po czym dwukrotnie skręca w lewo o 180°, za każdym razem wznosząc się nieco. Skręca potem w prawo o 90°, pokonuje wzniesienie w kształcie litery S z szybką zmianą pochylenia z prawego na lewe (S-turn), po czym skręca o 90° w lewo. Następnie pokonuje serię 4 niskich wzniesień z przeciążeniami ujemnymi (bunny hops), rozdzielonymi w połowie drogi przez kolejny skręt o 90° w lewo, po czym zostaje wyhamowany, skręca o 180° w prawo i wraca na stację.

## Tematyzacja
Kolejka nie ma motywu przewodniego. Tor czerwony, podpory białe.

## Pozycja w rankingach
Od otwarcia w 2002 roku kolejka Expedition GeForce utrzymuje się w pierwszej dziesiątce rankingu Golden Ticket Awards.
| Golden Ticket Awards – Top 50 stalowych kolejek górskich | Golden Ticket Awards – Top 50 stalowych kolejek górskich | Golden Ticket Awards – Top 50 stalowych kolejek górskich | Golden Ticket Awards – Top 50 stalowych kolejek górskich | Golden Ticket Awards – Top 50 stalowych kolejek górskich | Golden Ticket Awards – Top 50 stalowych kolejek górskich | Golden Ticket Awards – Top 50 stalowych kolejek górskich | Golden Ticket Awards – Top 50 stalowych kolejek górskich | Golden Ticket Awards – Top 50 stalowych kolejek górskich | Golden Ticket Awards – Top 50 stalowych kolejek górskich | Golden Ticket Awards – Top 50 stalowych kolejek górskich | Golden Ticket Awards – Top 50 stalowych kolejek górskich | Golden Ticket Awards – Top 50 stalowych kolejek górskich | Golden Ticket Awards – Top 50 stalowych kolejek górskich | Golden Ticket Awards – Top 50 stalowych kolejek górskich | Golden Ticket Awards – Top 50 stalowych kolejek górskich | Golden Ticket Awards – Top 50 stalowych kolejek górskich | Golden Ticket Awards – Top 50 stalowych kolejek górskich | Golden Ticket Awards – Top 50 stalowych kolejek górskich | Golden Ticket Awards – Top 50 stalowych kolejek górskich | Golden Ticket Awards – Top 50 stalowych kolejek górskich | Golden Ticket Awards – Top 50 stalowych kolejek górskich | Golden Ticket Awards – Top 50 stalowych kolejek górskich |
| -------------------------------------------------------- | -------------------------------------------------------- | -------------------------------------------------------- | -------------------------------------------------------- | -------------------------------------------------------- | -------------------------------------------------------- | -------------------------------------------------------- | -------------------------------------------------------- | -------------------------------------------------------- | -------------------------------------------------------- | -------------------------------------------------------- | -------------------------------------------------------- | -------------------------------------------------------- | -------------------------------------------------------- | -------------------------------------------------------- | -------------------------------------------------------- | -------------------------------------------------------- | -------------------------------------------------------- | -------------------------------------------------------- | -------------------------------------------------------- | -------------------------------------------------------- | -------------------------------------------------------- | -------------------------------------------------------- |
| 2002                                                     | 2003                                                     | 2004                                                     | 2005                                                     | 2006                                                     | 2007                                                     | 2008                                                     | 2009                                                     | 2010                                                     | 2011                                                     | 2012                                                     | 2013                                                     | 2014                                                     | 2015                                                     | 2016                                                     | 2017                                                     | 2018                                                     | 2019                                                     | 2020                                                     | 2021                                                     | 2022                                                     | 2023                                                     | 2024                                                     |
| 8                                                        | 3                                                        | 4                                                        | 6                                                        | 6                                                        | 6                                                        | 5                                                        | 6                                                        | 6                                                        | 7                                                        | 6                                                        | 3                                                        | 3                                                        | 3                                                        | 4                                                        | 5                                                        | 4                                                        | 5                                                        | ×                                                        | 6                                                        | 6                                                        | 6                                                        | 9                                                        |

## Incydenty

### Incydent z października 2009 roku
W październiku 2009 roku doszło do awarii kolejki, w wyniku której zerwaniu uległa lina wciągająca pociągi na szczyt głównego wzniesienia.

### Incydent z 28 kwietnia 2010 roku
28 kwietnia 2010 roku doszło do wykolejenia wózków dwóch ostatnich wagonów w jednym z pociągów tuż po zjeździe ze szczytu wyciągu, w wyniku czego pociąg ten zatrzymał się na górze następnego wzniesienia. Wszystkich 28 pasażerów zostało ewakuowanych przy pomocy dźwigu przez straż pożarną. Nie doznali oni żadnych poważnych urazów, a jedynie niewielkich potłuczeń i otarć.

## Inne
Kolejka czynna jest przy temperaturze wynoszącej minimum 9°C mierzonej przy torze.